# Roberto Pruzzo

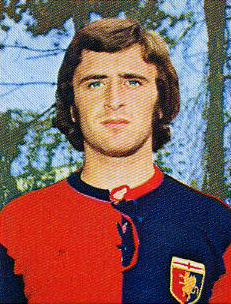

Roberto Pruzzo, född 1 april 1955 i Crocefieschi, är en italiensk fotbollsspelare och tränare. Han debuterade i Serie A för Genoa CFC säsongen 1973/74 där han spelade fram till säsongen 78/79 då han gick till AS Roma. Pruzzo spelade hela 10 säsonger för Roma och är en av klubbens främsta målgörare någonsin efter Francesco Totti. Pruzzo vann skytteligan i Serie A tre gånger.